# CJB 7 뉴스
《CJB 7 뉴스》(CJB 7 NEWS)는 CJB TV에서 매주 월요일부터 수요일 오전 7시 10분, 목요일부터 금요일 오전 7시 40분에 방송 중인 충북 지역 아침 종합 뉴스 프로그램이다.

## 개요
CJB 7시 뉴스로 읽는다.

## 방송 시간
- 현재 방송 시간은 2024년 3월 25일부터 기준으로 한다.

| 방송 채널 | 방송 기간                           | 방송 시간                                                                                  |
| --------- | ----------------------------------- | ------------------------------------------------------------------------------------------ |
| CJB TV    | 1997년 10월 20일 ~ 2014년 10월 25일 | 평일 아침 7시 10분 ~ 7시 30분 (20분) 토요일 아침 7시 40분 ~ 7시 55분 (15분)                |
| CJB TV    | 2014년 10월 27일 ~ 2017년 12월 30일 | 평일 아침 7시 20분 ~ 7시 40분 (20분) 토요일 아침 7시 40분 ~ 7시 55분 (15분)                |
| CJB TV    | 2018년 1월 1일 ~ 2018년 3월 10일    | 평일 아침 7시 20분 ~ 7시 40분 (20분) 토요일 아침 7시 40분 ~ 8시 (20분)                     |
| CJB TV    | 2018년 3월 12일 ~ 2018년 6월 8일    | 평일 아침 7시 20분 ~ 7시 40분 (20분)                                                       |
| CJB TV    | 2019년 2월 18일 ~ 2019년 5월 17일   | 평일 아침 7시 20분 ~ 7시 40분 (20분)                                                       |
| CJB TV    | 2018년 6월 11일 ~ 2019년 2월 15일   | 평일 아침 7시 30분 ~ 7시 50분 (20분)                                                       |
| CJB TV    | 2019년 5월 20일 ~ 2020년 2월 28일   | 평일 아침 7시 15분 ~ 7시 35분 (20분)                                                       |
| CJB TV    | 2020년 3월 6일 ~ 2021년 10월 1일    | 금요일 아침 7시 15분 ~ 7시 35분 (20분)                                                     |
| CJB TV    | 2021년 10월 8일 ~ 2022년 2월 4일    | 금요일 아침 7시 20분 ~ 7시 40분 (20분)                                                     |
| CJB TV    | 2022년 2월 8일 ~ 2023년 4월 21일    | 화요일 ~ 수요일 아침 7시 20분 ~ 7시 40분 (20분) 목요일 ~ 금요일 아침 7시 40분 ~ 8시 (20분) |
| CJB TV    | 2023년 4월 25일 ~ 2024년 3월 22일   | 화요일 ~ 수요일 아침 7시 10분 ~ 7시 40분 (30분) 목요일 ~ 금요일 아침 7시 40분 ~ 8시 (20분) |
| CJB TV    | 2024년 3월 25일 ~ 현재              | 월요일 ~ 수요일 아침 7시 10분 ~ 7시 40분 (30분) 목요일 ~ 금요일 아침 7시 40분 ~ 8시 (20분) |

## 앵커
- 현재 앵커는 2022년 6월 7일부터 기준으로 한다.

| 대수 | 진행자                   | 진행 기간                         | 비고        |
| ---- | ------------------------ | --------------------------------- | ----------- |
| 1대  | 안정은 기자              | 2012년 10월 15일 ~ 2015년         |             |
| 2대  | 최지현 아나운서          | 2015년 ~ 2018년 3월 30일          |             |
| 3대  | 연규옥 아나운서          | 2018년 4월 2일 ~ 2019년 3월 15일  |             |
| 4대  | 안정은 기자              | 2019년 3월 18일 ~ 2020년 2월 28일 | [ 1 ] [ 2 ] |
| 5대  | 김세희 기자              | 2020년 3월 6일 ~ 2021년 2월 5일   | [ 3 ]       |
| 6대  | 문다인 前 아나운서       | 2021년 2월 19일 ~ 2021년 9월 14일 | [ 4 ]       |
| 7대  | 최지현 아나운서          | 2021년 9월 17일 ~ 2022년 2월 4일  | [ 5 ]       |
| 8대  | 정승조 프리랜서 아나운서 | 2022년 2월 8일 ~ 2022년 6월 3일   |             |
| 9대  | 연규옥 아나운서          | 2022년 6월 7일 ~ 2023년 8월 25일  | [ 6 ]       |
| 10대 | 최지현 아나운서          | 2023년 8월 29일 ~ 현재            | [ 7 ] [ 8 ] |

## 타이틀 변천사
- 현재 타이틀은 2012년 10월 15일부터 기준으로 한다.

| 기수 | 프로그램 타이틀                                           | 방송 기간                          |
| ---- | --------------------------------------------------------- | ---------------------------------- |
| 1기  | CJB 아침뉴스                                              | 1997년 10월 20일 ~ 2000년 3월 18일 |
| 2기  | CJB 아침종합뉴스                                          | 2000년 3월 20일 ~ 2011년 4월 16일  |
| 3기  | 평일 : 출발! 모닝와이드 CJB 1부 토요일 : CJB 아침종합뉴스 | 2011년 4월 18일 ~ 2012년 8월 4일   |
| 4기  | CJB 아침종합뉴스                                          | 2012년 8월 6일 ~ 2012년 10월 13일  |
| 5기  | CJB 7 뉴스                                                | 2012년 10월 15일 ~ 현재            |

## 경쟁 프로그램
- KBS 뉴스광장 충북 (KBS 청주 1TV)
- MBC 뉴스투데이 충북 (MBC 충북 TV)